# Bugleje
Bugleje (en: prone position) er en kropsstilling, hvor personen ligger fladt med brystkassen nedad og ryggen opad. Med anatomisk terminologi: den dorsale side er opad og den ventrale side er nedad. Ved rygleje ('supine position') er det modsat.
| - Bugleje ('prone position') i forskellige situationer - Øverst: Rygleje ('supine position' Nederst: Bugleje ('prone position') - Piktogram for vintersporten skeleton - Britisk skeletonkører Lizzy Yarnold ved Lake Placid, 2017 - Liggecykel, 'prone bicycle', 2007 |
| - To soldater i 'prone position' Øvelse 2005 - 'SRAW Prone Firing Position': Position ved affyring af 'Short Range Assault Weapon' (SRAW) - Hangglider i sele, 2006 |